# سفارت لهستان در مسکو
سفارت لهستان در مسکو نمایندگی دیپلماتیک جمهوری لهستان در فدراسیون روسیه است. این دفتر در خیابان کلیماشکینا، شماره ۴، مسکو واقع شده است.
سفارت لهستان یک ساختمان هدفمند با طراحی نوین را شامل می شود که دارای نقوش ملی لهستانی است که در محوطه دیپلماتیک ویژه ای در خارج از " حلقه باغ " مسکو قرار دارد. این مجتمع، مطابق با پروتکل دیپلماتیک، بخشی از قلمرو جمهوری لهستان محسوب می شود. به همین دلیل اقامتگاه سفیر و همچنین آپارتمان های تعدادی دیگر از کارکنان دیپلماتیک در کنار ساختمان صدارت و کنسولگری قرار دارد.
سفارت به عنوان هدف اصلی برای گروه هایی بود که می خواستند مخالفت خود را با دستورات رئیس جمهور فقید این کشور لخ کاچینسکی بیان کنند. 

## تصاویر

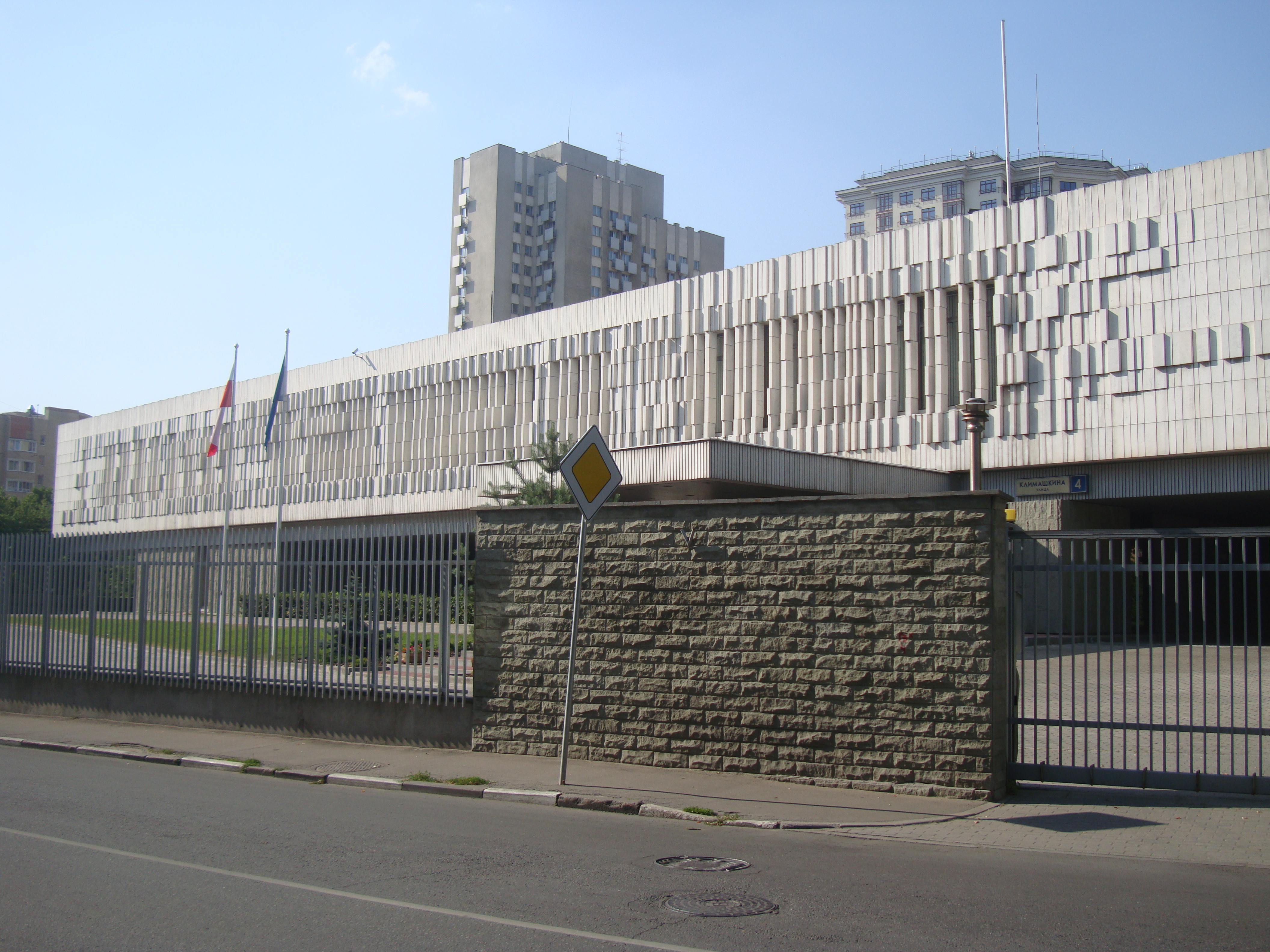
مجموعه سفارت لهستان در مسکو
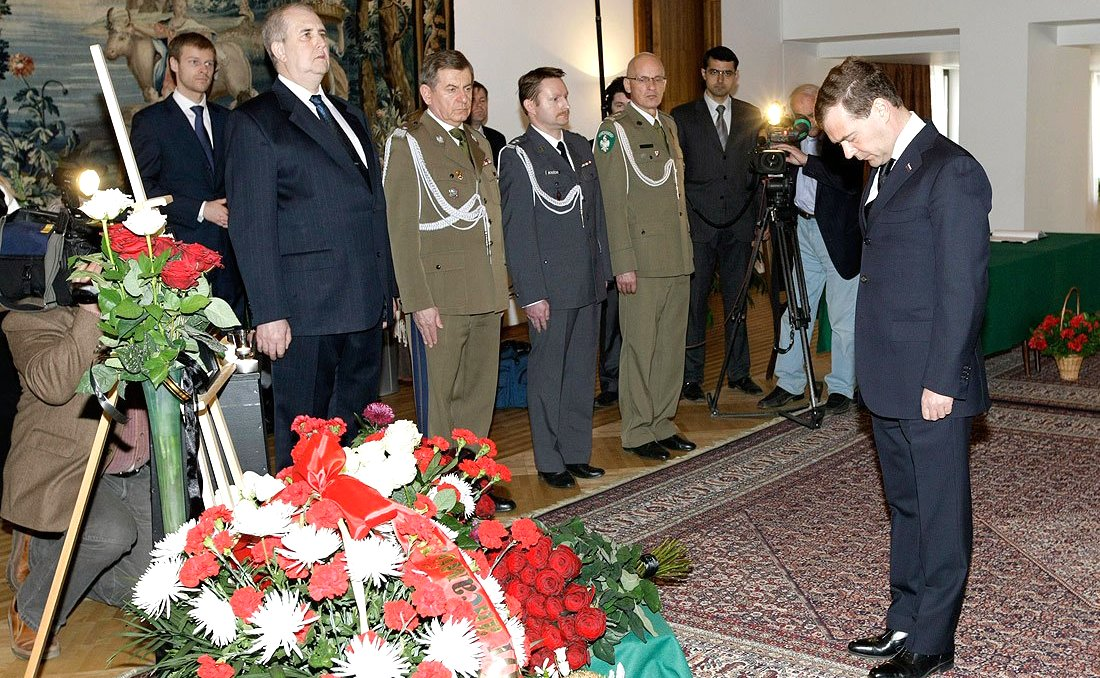
دیمیتری مدودفرئیس جمهور وقت روسیه به قربانیان سقوط هواپیمای Tu-۱۵۴ در سال ۲۰۱۰ لهستان ادای احترام کرد.